# Union des Français de l'étranger
Pour les articles homonymes, voir UFE.
Notes
Siège : 25 rue de Ponthieu, 75008 PARIS
L'Union des Français de l'étranger (abrégé en UFE) est une association française d'expatriés. 

Ancien logotype de l'UFE.

## Description
Fondée en 1927, l'Union des Français de l'étranger est une association reconnue d'utilité publique depuis 1936. 
Le réseau de l'UFE regroupe des Français et des Francaises , des francophones et des francophiles à travers le monde. Elle leur assure un lien sur mesure avec la France, défend leurs intérêts et leur apporte soutien et entraide au quotidien. Elle est présente dans une centaine de pays et compte  plus de 170 représentations locales. Elle a créé dans quelques pays une structure pour les jeunes de 18 à 35 ans « UFE Avenir ».
Son réseau est constitué de bénévoles qui accompagnent les Français avant, pendant et à leur retour d'expatriation.
« Elle entend demeurer à l’écart de toute préoccupation politique ou confessionnelle » comme mentionné dans l'article 1er de ses statuts. Elle a cependant indirectement contribué à l'élection de sénateurs et de conseillers consulaires affiliés à la droite ou au centre. 
L'Union des Français de l'étranger est représentée dans différentes instances liées aux Français de l'étranger, notamment le Comité d'entraide aux Français rapatriés. L'UFE est membre de droit de la Commission Nationale des Bourses scolaires.
L'UFE a pour organe le magazine La Voix de France, dont la première version remonte à 1928.
Son importance a été remarquable pour les Français qui ont voyagé à l'étranger, puisque « jusqu’en 1980, l’UFE figurait sur la dernière page de tous les passeports français comme organisme à contacter en cas de déplacement ou de séjour à l’étranger. »

## Représentation

### Liste chronologique des présidents de l'UFE
- 1927 : Gabriel Wernlé (d) (fondateur), journaliste
- 1927-1935 : Henry de Jouvenel, journaliste, diplomate et homme politique
- 1935-1945 : Henry Bérenger, homme politique, diplomate et écrivain
- 1945-1960 : Ernest Pezet, homme politique, sénateur des Français de l'étranger de 1946 à 1959
- 1961-1967 : Maurice Schumann, homme politique et écrivain
- 1967-1969 : Henri Longchambon, chercheur et homme politique, sénateur des Français de l'étranger de 1946 à 1969
- 1969-1978 : Louis Joxe, professeur, journaliste, ambassadeur de France et homme politique
- 1978-1981 : François Seydoux, diplomate et écrivain
- 1981-1997 : Bruno de Leusse, diplomate et haut fonctionnaire
- 1997-2018 : Gérard Pélisson, chef d'entreprise, cofondateur du groupe Accor
- 2018-2023 : François Barry Delongchamps, diplomate
- 2023-  : Alain-Pierre Mignon (d), chef d'entreprise[6]

### Sénateurs membres de l'UFE
situation après le renouvellement triennal de 2020 tenu à l'étranger en 2021
- Olivier Cadic, depuis 2014, homme d'affaires (UFE-Union centriste), président de l’Association nationale des écoles françaises à l'étranger (d) à partir de 2021
- Samantha Cazebonne, depuis 2021, proviseure de lycée (Groupe RDPI, Renaissance (LREM)
- Christophe-André Frassa, depuis 2008, consultant juridique (UFE-LR)
- Joëlle Garriaud-Maylam, depuis 2004, juriste et angliciste (liste Union pour les Français de l'étranger-UFE, LR)
- Ronan Le Gleut, depuis 2017, ingénieur (liste Agir ensemble pour les Français de l'étranger, LR)
- Damien Regnard, depuis 2018, chef d'entreprise (Liste ASFE, LR)

anciens sénateurs de la Ve République (de 1959 à 2021)
Liste non exhaustive
- Jacques Habert, de 1969 à 1998, professeur d'histoire, fondateur de l’Association nationale des écoles françaises à l'étranger (d), président jusqu'en 2005
- Paulette Brisepierre, de 1989 à 2008
- Jacky Deromedi, de 2014 à 2021, cheffe d'entreprise
- Charles de Cuttoli, de 1974 à 2001, avocat
- Hubert Durand-Chastel, de 1990 à 2004, ingénieur
- Xavier de Villepin, de 1986 à 2004, industriel
- Louis Duvernois, de 2001 à 2017, journaliste
- André Ferrand, de 1998 à 2019, homme d'affaires, président de l'Association nationale des écoles françaises à l'étranger (d) (ANEFE) de 2005 à 2021
- Robert del Picchia, de 1998 à 2021, journaliste (Liste RFE))
- André Maman, de 1992 à 2001, professeur d'université
- Michel Guerry, de 2001 à 2011, ingénieur
- Paul d'Ornano, de 1974 à 2001, ingénieur
- Christian Cointat, de 2001 à 2014, fonctionnaire européen